# Pseudognaptodon curticauda
Pseudognaptodon curticauda är en stekelart som beskrevs av Fischer 1965. Pseudognaptodon curticauda ingår i släktet Pseudognaptodon och familjen bracksteklar. Inga underarter finns listade i Catalogue of Life.